# Pietro Igneo Aldobrandini
Pietro Igneo Aldobrandini OSBVall, auch Peter Igneus, Petrus Igneo, Pietro Igneo, Pedro el Ígneo und Pietro Igneo Aldobrandeschi di Sovana (* Anfang des 11. Jahrhunderts in Florenz; † 11. November 1089) war ein Kardinal der Römischen Kirche.

## Leben
Pietro Igneo Aldobrandini stammte aus dem Geschlecht der Grafen von Soana und war ein Verwandter des später heiliggesprochenen Giovanni Gualberto (um 995–1073), des Begründers der benediktinischen Ordensgemeinschaft von Vallombrosa. Im Jahre 1018 trat er, noch sehr jung, in die Gemeinschaft der Vallombrosaner ein.
Am 23. Februar 1068 bestand er ein Gottesurteil (oder eine Feuerprobe), um den Bischof von Florenz Pietro Mezzobarbo (Peter von Pavia) der Simonie zu überführen. Kurz darauf wurde er Prior des Klosters Passignano; später auch Abt von San Salvatore in Fucecchio, diese Position hatte er auch als Kardinal inne. Papst Gregor VII. berief ihn schließlich nach Rom.
In einem Konsistorium im Jahr 1072 wurde er zum Kardinalbischof von Albano erhoben. Die wahrscheinlich erste Nennung als Kardinalbischof findet sich im Oktober 1072 anlässlich der Weihe der Kirche Santi Donato e Nicola in Citille, allerdings geht hieraus nicht hervor, welcher Diözese er vorstand. In späteren Dokumenten erscheint er als „Abt von Fucecchio und Bischof von Albano“, so etwa am 23. Oktober 1074, am 3. September 1076, 7. Februar 1077 (Weihe der Kirche S. Miniatis in Rubbicana), 15. November 1077 und am 27. Januar 1081. Später war er nacheinander Legat in Italien, in Deutschland und in Frankreich. Er nahm an der Papstwahl 1086 teil, bei der Viktor III. zum Papst gewählt wurde, und gehörte zu denjenigen Bischöfen, die dem Neugewählten die Bischofsweihe spendeten. Weiterhin nahm er an der Papstwahl 1088 teil, aus der Urban II. als Papst hervorging. In einer päpstlichen Bulle vom 8. Juli 1089 wird er noch erwähnt.
Pietro Igneo Aldobrandini verfasste eine Abhandlung über die Eucharistie.

## Lebensdaten und Verhältnis zur Familie Aldobrandini – Kontroversen
Im Dizionario Biografico degli Italiani wendet sich Nicolangelo D’Acunto gegen eine Herkunft des Pietro Igneo aus der Familie der Aldobrandini:

“Del tutto priva di fondamento si dimostra la tradizione che ne dichiarava l’appartenenza alla famiglia toscana degli Aldobrandini.”

„Ohne jede Grundlage nennt die Tradition eine bloß behauptete Zugehörigkeit zu der toskanischen Familie der Aldobrandini.“

Nach D’Acunto wäre Pietro Igneo um 1020 geboren und bei Gründung der Vallombrosaner zwischen 1036 und 1038 im Alter von 16 bis 18 Jahren in die Gemeinschaft eingetreten. Die Darstellung seiner Familienbeziehung zu den Aldobrandini und seine Geburt kurz nach 1000 wären demnach der Versuch von Kurienkardinal Pietro Aldobrandini, Kardinalnepot Clemens’ VIII., gewesen, um seine eigene Herkunft gegenüber den Vallombrosanern zu legitimieren und deren Wohlwollen zu gewinnen. Ferner wäre die frühe Mönchwerdung Pietros 1018 dann zu verstehen als der Versuch der Vallombrosaner, die Unabhängigkeit ihres Ordensgründers Gualberto von jeglichem Einfluss des Romualdo di Ravenna (und damit der Kamaldulenser) zu zeigen.